# S.H.E音樂作品列表
本條目為列舉臺灣女子演唱團體S.H.E的各種音樂作品列表專頁，本專頁包含了各種專輯、原聲帶、單曲、合唱歌曲，以及歌曲的創作和製作。該團體迄今共發行十一張錄音室專輯、兩張精選專輯、5張現場專輯（含數位發行）、10張影音專輯與一張迷你專輯。
S.H.E的所有專輯封面都會出現「三葉草」的logo作為主題標誌，這也是S.H.E的代表象徵，而歌迷也被稱為「三葉草」。

## 歷史
2000年，S.H.E與唱片公司華研國際音樂簽約。2001年9月11日，發行首張錄音室專輯《女生宿舍》，首張專輯以新人之姿於臺灣和亞洲的銷售量分別大賣17萬張和75萬張，次年更以此張專輯入圍第13屆金曲獎最佳新人獎。2002年1月29日，接著發行第二張錄音室專輯《青春株式會社》，專輯在台灣銷售量約28萬張。同年8月5日，發行第三張錄音室專輯《美麗新世界》並於隔年拿下第14屆金曲獎最佳重唱組合獎。2003年1月23日，發行首張精選輯《Together 新歌+精選》。同年8月22日，發行第四張錄音室專輯《Super Star》，該專輯於臺灣銷量大破30萬張和亞洲銷量高達275萬張。2004年2月6日，發行第五張錄音室專輯《奇幻旅程》，專輯在台灣銷售量突破25萬張。同年11月12日，發行第六張錄音室專輯《Encore》，專輯在台灣銷售突破25萬張，全亞洲的銷售量也高達200萬張。2005年11月25日，發行第七張錄音室專輯《不想長大》。2006年7月21日，發行第二張精選輯《Forever 新歌+精選》。2007年5月11日，發行第八張錄音室專輯《Play》。2008年9月23日，發行第九張錄音室專輯《我的电台 FM S.H.E》。2010年3月26日，發行第十張錄音室專輯《SHERO》，該專輯於臺灣的銷量超過6.8萬張。2012年11月16日，發行第十一張錄音室專輯《花又開好了》。總共有原創專輯及精選輯一共全數八張獲得G-music音樂榜開榜以來的首位。2016年8月，發行第一張迷你專輯《永遠都在》為紀念S.H.E成軍出道15週年紀念EP，專輯在台灣銷售量約4萬5千張。2017年12月22日，推出《小時帶 S.H.E's in Style》卡帶紀念組，收錄了第1張專輯至第13張專輯(包含兩張精選集)的復刻版紀念全套卡帶組，作為紀念S.H.E成軍出道16週年之音樂作品。2018年8月底，於30日，以數位單曲的形式推出歌曲〈十七〉，為紀念S.H.E成軍出道17週年之音樂單曲。

## 錄音室專輯
※ 以下發行日期和發行版本皆以當地（台灣）為準。
| 順序 | 專輯名稱          | 發行日期       | 發行版本               |
| ---- | ----------------- | -------------- | ---------------------- |
| 1    | 女生宿舍          | 2001年9月11日  | 精裝版／卡帶           |
| 2    | 青春株式會社      | 2002年1月29日  | 精裝版／卡帶           |
| 3    | 美麗新世界        | 2002年8月5日   | 精裝版／平裝版／卡帶   |
| 4    | Super Star        | 2003年8月22日  | 精裝版／平裝版         |
| 5    | 奇幻旅程          | 2004年2月6日   | 奇幻版／旅程版         |
| 6    | ENCORE 安可！！   | 2004年11月12日 | 精裝版                 |
| 6    | ENCORE 安可！！   | 2004年12月24日 | 影音雙效超值包         |
| 7    | 不想長大          | 2005年11月25日 | 精裝版                 |
| 8    | Play              | 2007年5月11日  | 豪華版／經濟版         |
| 9    | 我的電台 FM S.H.E | 2008年9月23日  | 未來電台版／復古電台版 |
| 10   | SHERO             | 2010年3月26日  | 前衛時尚版／華麗絢爛版 |
| 11   | 花又開好了        | 2012年11月16日 | 一起的美好／生命的美好 |

## 新歌+精選專輯
※ 以下除了《愛的地圖 新歌+摯愛情歌精選》外，其它"新歌+精選專輯"的發行日期和發行版本皆以當地（台灣）為準。
| 順序 | 專輯名稱                   | 發行日期      | 發行版本       |
| ---- | -------------------------- | ------------- | -------------- |
| 1    | Together 新歌+精選         | 2003年1月23日 | 精裝版／平裝版 |
| 2    | Forever 新歌+精選          | 2006年7月21日 | 精裝版         |
| 3    | 愛的地圖 新歌+摯愛情歌精選 | 2009年6月22日 | 數位發行       |

## 迷你專輯
| 專輯名稱 | 發行日期      | 發行版本 | 附註              |
| -------- | ------------- | -------- | ----------------- |
| 永遠都在 | 2016年8月26日 | 平裝版   | S.H.E15週年紀念EP |

## 復刻版專輯
| 專輯名稱                              | 發行日期       | 發行版本   | 附註                                                         |
| ------------------------------------- | -------------- | ---------- | ------------------------------------------------------------ |
| 《小時帶 S.H.E's in Style》卡帶紀念組 | 2017年12月22日 | 平裝版卡帶 | 收錄S.H.E第1張至第13張的專輯，為16週年復刻版紀念全套卡帶組。 |

## 數位單曲
| 專輯名稱   | 發行日期      | 發行版本 | 附註 |
| ---------- | ------------- | -------- | --- |
| 你曾是少年 | 2015年5月20日 | 數位發行 | 電影《少年班》主題曲。                                                                                      |
| 十七       | 2018年8月30日 | 數位發行 | 此為S.H.E的17週年紀念曲，由吳青峰特地為S.H.E成軍出道17週年而詞曲創作的全新紀念歌曲，是敘述S.H.E的深厚情感。 |

## MV影音館
| 順序 | 專輯名稱                  | 發行日期       | 發行版本 |
| ---- | ------------------------- | -------------- | -------- |
| 1    | 女生宿舍星光PARTY卡拉OK   | 2001年12月20日 | VCD      |
| 2    | 青春影像館影音精選        | 2002年3月20日  | VCD／DVD |
| 3    | 美麗新世界影音館          | 2002年10月11日 | VCD／DVD |
| 4    | Together新歌 + 精選影音館 | 2003年3月5日   | VCD／DVD |
| 5    | Super Star影音館          | 2003年10月13日 | VCD／DVD |
| 6    | 奇幻旅程影音館            | 2004年5月11日  | VCD／DVD |
| 7    | Encore影音館              | 2005年1月7日   | VCD／DVD |
| 8    | 不想長大影音館            | 2006年1月20日  | VCD／DVD |
| 9    | Play影音館                | 2007年8月17日  | DVD      |
| 10   | 花又開好了影音館          | 2013年4月26日  | DVD      |

## 演唱會專輯
| 順序 | 專輯名稱                            | 發行日期       | 發行版本 |
| ---- | ----------------------------------- | -------------- | -------- |
| 1    | 奇幻樂園台北演唱會                  | 2005年1月14日  | CD       |
| 2    | 移動城堡演唱會Live@HK紅磡體育館     | 2006年12月22日 | CD       |
| 3    | 愛而為一演唱會                      | 2011年4月15日  | 數位發行 |
| 4    | 2GETHER 4EVER World Tour 2013演唱會 | 2014年8月25日  | 數位發行 |
| 5    | 2GETHER 4EVER ENCORE                | 2015年7月16日  | 數位發行 |

## 演唱會影音
| 順序 | 專輯名稱                         | 發行日期      | 發行版本 |
| ---- | -------------------------------- | ------------- | -------- |
| 1    | 奇幻樂園台北演唱會               | 2005年1月28日 | VCD／DVD |
| 2    | 移動城堡演唱會Live@HK紅磡體育館  | 2007年1月26日 | DVD      |
| 3    | 愛而為一演唱會影音館             | 2011年3月4日  | DVD／BD  |
| 4    | 2GETHER 4EVER演唱會影音館        | 2014年8月8日  | DVD／BD  |
| 5    | 2GETHER 4EVER ENCORE演唱會影音館 | 2015年7月10日 | DVD／BD  |

## 影劇原聲帶
| 專輯名稱                                 | 發行日期       | 演唱曲目                                                 | 備註 |
| ---------------------------------------- | -------------- | -------------------------------------------------------- | --- |
| 薔薇之戀電視原聲帶                       | 2003年6月20日  | 花都開好了                                               | 電視劇《薔薇之戀》主題曲，之後另收錄於《Forever 新歌+精選》；〈花都開好了〉在2003年Hit Fm年度百首單曲中為第29位                               |
| 真命天女電視劇原聲帶                     | 2005年9月28日  | 星光、只是當時（Ella）、摩天輪（Hebe）、管不著（Selina） | 〈星光〉為電視劇《真命天女》主題曲，之後另收錄於《Forever 新歌+精選》；團員獨唱曲皆為電視劇《真命天女》的插曲，合聲皆是由另外兩名團員參與合聲 |
| 天外飛仙電視原聲帶                       | 2006年2月10日  | 一眼萬年                                                 | 電視劇《天外飛仙》主題曲，之後另收錄於《Forever 新歌+精選》                                                                                   |
| 東方茱麗葉電視原聲帶                     | 2006年6月16日  | 只對你有感覺（飛輪海/Hebe）                              | 電視劇《東方茱麗葉》插曲，之後收錄於《飛輪海同名專輯》                                                                                        |
| 花樣少年少女電視原聲帶                   | 2006年12月1日  | 怎麼辦                                                   | 電視劇《花樣少年少女》片頭曲；原聲帶在推出後四個星期衝至台灣G-music音樂榜第三名，之後還持續在榜上超過十個星期                                 |
| 鬥牛，要不要電視原聲帶                   | 2007年12月7日  | 最近還好嗎、愛來過、來不及（Hebe）                       | 〈最近還好嗎〉為電視劇《鬥牛，要不要》片尾曲；〈愛來過〉、〈來不及〉為電視劇《鬥牛，要不要》插曲                                              |
| 阿爸電影原聲帶（洪一峰《戀花》紀念專輯） | 2010年10月22日 | 老唱盤                                                   | 與洪敬堯合唱 |
| LOVE電影原聲帶                           | 2012年2月10日  | 愛的預告（Hebe）、Love!（Hebe）、My Love（Hebe）         | 〈愛的預告〉為電影《LOVE》宣傳曲；〈Love!〉為電影《LOVE》主題曲                                                                               |
| 我愛幸運七電視原聲帶                     | 2013年9月1日   | 可愛萬歲、寂寞寂寞就好（Hebe）                           | |
| 大稻埕电影原声带                         | 2014年2月11日  | 青春是（Selina）                                         | 電影《大稻埕》主題曲 |
| 愛上兩個我電視原聲帶                     | 2014年         | 口袋的溫度（Hebe）                                       | |
| 勇敢說出我愛你電視原聲帶                 | 2014年7月23日  | 迷路（Selina）                                           | 電視劇《勇敢說出我愛你》片尾曲 |
| 少年班電影原聲帶                         | 2015年5月20日  | 你曾是少年                                               | 數位發行，電影《少年班》主題曲 |
| 我的少女時代電影原聲帶                   | 2015年10月21日 | 小幸運（Hebe）                                           | 電影《我的少女時代》主題曲 |
| 必娶女人電視原聲帶                       | 2015年11月20日 | 我想我不會愛你（Hebe）、寂寞寂寞就好（Hebe）             | |
| 追婚日記電影原聲帶                       | 2015年12月4日  | 姐（Hebe）                                               | 電影《追婚日記》宣傳曲 |
| 一把青電視原聲帶                         | 2016年2月8日   | 看淡（Hebe）、最高的地方（Selina）                       | 〈看淡〉為電視劇《一把青》片頭曲；〈最高的地方〉為電視劇《一把青》插曲                                                                        |
| 仙劍雲之凡電視原聲帶                     | 2016年5月23日  | 殊途                                                     | 數位發行，電視劇《仙劍雲之凡》片尾曲，之後另收錄於迷你專輯《永遠都在》Bonus Track                                                             |

## 電影配唱
| 年份           | 電影名稱         | 曲名       | 收錄專輯                           | 附註               |
| 2004年11月12日 | 《再見了，可魯》 | 候鳥       | 《安可！！》                       | 電影中文主題曲     |
| 2008年1月30日  | 《長江七號》     | 七仔       | 《我的電台 FM S.H.E》專輯預購贈品  | 分為國語版和粵語版 |
| 2009年6月22日  | 《幸福的彼端》   | 鎖住時間   | 《愛的地圖》&《愛的3溫暖》預購贈品 | 電影中文主題曲     |
| 2015年5月20日  | 《少年班》       | 你曾是少年 | 《你曾是少年》                     | 數位發行           |

## 音樂合輯
| 專輯名稱                              | 發行日期       | 演唱曲目     | 備註                  |
| ------------------------------------- | -------------- | ------------ | --------------------- |
| 最愛S.H.E冬日音樂紀念冊 I             | 2003年12月7日  |              | [ 註 3 ]              |
| 最愛S.H.E冬日音樂紀念冊 II            | 2004年12月3日  |              | [ 註 3 ]              |
| 洪一峰《戀花》紀念專輯                | 2010年10月22日 | 老唱盤       | 與洪敬堯合唱          |
| 《繽紛花博巨星合輯》                  | 2010年11月6日  | SHERO Remix  | CD+DVD/公益性質的合輯 |
| 《女也 Herstory with Mayday》概念專輯 | 2015年6月26日  | 離開地球表面 | [ 16 ]                |

## 合唱歌曲
| 年分   | 合作對象       | 歌曲名稱                | 收錄專輯                                     |
| ------ | -------------- | ----------------------- | -------------------------------------------- |
| 2007年 | 飛輪海         | 新窩（與S.H.E合唱）     | 飛輪海《雙面飛輪海》專輯；《公主小妹》片頭曲 |
| 2007年 | 飛輪海         | 謝謝你的溫柔            | S.H.E《Play》專輯                            |
| 2007年 | 飛輪海         | Always Open             | S.H.E《Play》專輯預購贈禮單曲                |
| 2008年 | 凡人二重唱     | 離開我（與S.H.E合唱）   | 凡人二重唱《凡人和他的朋友們》專輯           |
| 2008年 | 潘瑋柏、張學友 | 紅遍全球（與S.H.E合唱） | 未收錄任何專輯，可口可樂2008年北京奧運主題曲 |
| 2008年 | 周定緯         | 比你賤                  | S.H.E《我的電台 FM S.H.E》專輯               |
| 2008年 | 飛輪海         | 酸甜                    | S.H.E《我的電台 FM S.H.E》專輯               |
| 2010年 | 周定緯         | 兩個人的荒島            | S.H.E《SHERO》專輯                           |
| 2010年 | 洪敬堯         | 老唱盤（與S.H.E合唱）   | 洪一峰《戀花》紀念專輯                       |

## 單曲/其它歌曲
- 註：以下屬於S.H.E團體但未正式收錄於原聲帶、專輯或成員創作（獻唱）給另一成員的歌曲、與S.H.E無直接相關之音樂作品（包括附送單曲、廣告歌曲、群星合唱曲、影劇單曲、數位單曲）皆列入此類，收錄於其他藝人的正規或非正規之專輯、合輯中的歌曲或與他人合唱之歌曲，則不列入此類[註 1]。

2003年
- 〈讓自己亮起來〉（中國康師傅3+2餅乾2003形象廣告主題曲）
- 〈手牽手〉（抗擊SARS單曲）（群星合唱曲），收錄於《手牽手－用音樂加油手牽手大合唱》單曲

2007年
- 〈Always Open〉（feat.飛輪海，7-Eleven年度廣告曲）

收錄於《Play》專輯預購贈送之單曲。
2008年
- 〈紅遍全球〉（贊助2008年北京奧運的可口可樂為北京奧運量身打造之歌曲）（由期間代言人S.H.E、潘瑋柏與張學友合唱；亦有僅由S.H.E演唱的版本，在奧運開幕和閉幕典禮公開演唱）
- 〈比較美好的世界〉（群星合唱曲，四川大地震公益單曲）（由華研歌手動力火車、S.H.E、Tank、飛輪海、林宥嘉、周定緯、潘裕文、許仁杰、徐凱希、安伯政、劉力揚合唱）

以公益單曲售出，收益亦將全數捐出幫助四川大地震受難者。
- 〈FM S.H.E〉（Ella作曲，FM S.H.E電台台歌，此歌曲共有五個版本）

收錄於《我的電台FM S.H.E》專輯唱片行預購贈送之單曲。
- 〈七仔〉（電影《長江七號》主題曲，分為國語版和粵語版）

收錄於《我的電台FM S.H.E》專輯7-11預購贈送之單曲。
- 〈音樂之聲 臺歌〉（音樂之聲電台臺歌，共有兩個版本）
- 〈城市之音（成都）臺歌〉（城市之音電台臺歌，共有三個版本）
- 〈公主Selina〉（Ella與Hebe合唱，Ella作曲及填詞）

是Ella为Selina在演唱会中受伤所創作的歌曲，也是送給Selina的生日歌，兩人曾在演唱會公開為Selina獻唱，demo版收錄於《我就是...》預購所附贈創作CD中。
2009年
- 〈眼睛充滿電〉（Ella作曲及填詞，中國牽手飲料這樣紫啊廣告主題曲）
- 〈917在一起〉（POP Radio電台臺歌，Ella作曲、Hebe填詞，共有二十五個版本）

電台最後選出10個版本做為正式版本，包括歐風香頌版、甜蜜浪漫版、動人抒情版、陽光衝浪版、搖滾個性版；此歌曲榮獲《第45屆廣播金鐘獎》-電臺臺呼獎。
- 〈330想想你〉（Ella主唱、作曲及填詞）

Ella為了Hebe生日所創作的歌曲，demo版收錄於《我就是...》預購所附贈創作CD中。
- 〈過去的明天〉(改變明天)（群星合唱曲）

《第20屆金曲獎》紀念主題歌曲，由歷屆金曲獎得主（獲獎者），以及《第20屆金曲獎》最佳新人獎入圍者，群星共同參與合唱。
- 〈夢田〉（翻唱單曲/原唱：齊豫+潘越雲，三毛詞，翁孝良曲）

收錄於圖文書《愛的3溫暖》預購時所附贈的單曲
- 〈愛到失眠〉（S.H.E演唱，Hebe、Ella填词，Ella作曲）

動力火車的歌曲〈愛到瘋癲〉原DEMO，於《愛而為一世界巡演》發表，曲同動力火車〈愛到瘋癲〉Ella所作的曲，詞則是〈愛到瘋癲〉Hebe的詞和Ella自己作的詞結合
2011年
- 〈Peter0410不哭了〉（由Ella詞曲創作，華研群星合唱曲）

華研同事Peter因心臟病復發辭世，Ella為了紀念Peter這位同事而創作這首歌曲，與唱片公司同門藝人合唱。
於網路間流傳。
2014年
- 〈城裡的月光〉（翻唱單曲/原唱：許美靜）

為高雄氣爆祈福，而於8月9日、10日《Together Forever世界巡演》台北安可場演唱，之後作為S.H.E出道成軍十三週年與陽光基金會合作公益活動之紀念歌曲。
- 〈917在一起〉（女神愛電音版，POP Radio電台臺歌，Ella作曲、Hebe填詞）

配合POP Radio推出台呼「限時免費」下載。
2015年
- 〈你曾是少年〉（數位發行，《少年班》電影主題曲）

2018年
- 〈十七〉（數位發行，S.H.E 17週年紀念曲，詞曲：吳青峰）

青峰特地為S.H.E成軍出道17週年而量身打造的全新紀念歌曲，這首歌曲是敘述S.H.E出道至今的深厚情感。

## 音樂創作、製作
- 註：成員的個人部分請參閱個人「音樂作品列表」條目

| 年分   | 專輯名稱／其他收錄 | 曲目（演唱者）                   | 創作部分                | 備註 |
| ------ | ------------------ | -------------------------------- | ----------------------- | --- |
| 2002年 | 美麗新世界         | 你快樂我隨意（S.H.E）            | RAP詞：Hebe             | |
| 2005年 | 不想長大           | 星星之火（S.H.E）                | 英文詞：Selina          | 編曲是Sample童謠〈Twinkle Twinkle Little Star〉 |
| 2005年 | 不想長大           | 神槍手（S.H.E）                  | 製作人                  | 1. S.H.E共同擔任製作人 2. 編曲是Sample「荒野大鏢客」的主題音樂                                                                                                 |
| 2007年 | PLAY               | 說你愛我（S.H.E）                | 詞：Hebe                | |
| 2007年 | PLAY               | 老婆（S.H.E）                    | 詞：Selina 曲：Ella     | 敘述S.H.E之間感情的歌曲 |
| 2008年 | 我的電台 FM S.H.E  | FM S.H.E（S.H.E）                | 曲（Ella）              | 1.專輯預購禮單曲 2.FM S.H.E台歌，此曲共有五個版本 |
| 2008年 | 我的電台 FM S.H.E  | 宇宙小姐（S.H.E）                | 和聲編寫：Ella          | |
| 2008年 | 我的電台 FM S.H.E  | 沿海公路的出口（S.H.E）          | 和聲編寫：Ella          | |
| 2008年 | 我的電台 FM S.H.E  | 天亮了（S.H.E）                  | 和聲編寫：Ella          | |
| 2008年 | 我的電台 FM S.H.E  | 安靜了（S.H.E）                  | 詞：Selina              | Selina寫給前夫張承中的歌曲 |
| 2008年 | 我的電台 FM S.H.E  | 月光手札（S.H.E）                | 和聲編寫：Ella          | |
| 2008年 | 我的電台 FM S.H.E  | 酸甜（S.H.E&飛輪海）             | 和聲編寫：Ella          | |
| 2008年 | 我就是...          | 公主Selina（Hebe+Ella）          | 詞曲：Ella              | Ella為在演唱會中受傷的Selina所創作的作品，是送給Selina的生日歌，Ella及Hebe曾在演唱會公開為Selina獻唱，demo版之後收錄於Ella《我就是...》預購附贈創作CD中        |
| 2009年 |                    | 眼睛充滿電（S.H.E）              | 詞曲：Ella              | 這樣紫啊廣告曲 |
| 2009年 |                    | 917在一起（S.H.E）               | 詞：Hebe 曲：Ella       | 1.POP Radio台歌，此曲共有二十五個版本 2.榮獲第45屆廣播金鐘獎電臺臺呼獎                                                                                         |
| 2009年 |                    | 愛到失眠（Ella）                 | 詞：Hebe、Ella 曲：Ella | 動力火車的歌曲〈愛到瘋癲〉原DEMO，於《移動城堡世界巡迴演唱會》澳門站發表，曲同動力火車〈愛到瘋癲〉Ella所作的曲，詞則是〈愛到瘋癲〉Hebe的詞和Ella自己作的詞結合 |
| 2009年 | 繼續轉動           | 愛到瘋癲（動力火車）             | 詞：Hebe 曲：Ella       | 曲同〈愛到瘋癲〉原DEMO〈愛到失眠〉 |
| 2009年 |                    | 愛到失眠（S.H.E）                | 詞：Hebe、Ella 曲：Ella | 動力火車的歌曲〈愛到瘋癲〉原DEMO，於《愛而為一世界巡演》發表，曲同動力火車〈愛到瘋癲〉Ella所作的曲，詞則是〈愛到瘋癲〉Hebe的詞和Ella自己作的詞結合             |
| 2010年 | SHERO              | SHERO（S.H.E）                   | 和聲編寫                | S.H.E與八三夭阿璞共同合作編寫 |
| 2010年 | SHERO              | 愛上你（S.H.E）                  | 和聲編寫：Ella          | |
| 2010年 | SHERO              | 收留我（S.H.E）                  | 和聲編寫：Ella          | |
| 2012年 | 花又開好了         | 不說再見（S.H.E）                | 填詞、作曲              | S.H.E共同作詞及作曲 |
| 2014年 |                    | 917在一起(女神愛電音版)（S.H.E） | 詞：Hebe 曲：Ella       | 配合POP Radio推出台呼「限時免費」下載 |

## 翻唱、改编和採樣
| 发行日期           | 歌曲名称              | 原曲                                                             | 备注                                                                                           |
| ------------------ | --------------------- | ---------------------------------------------------------------- | ---------------------------------------------------------------------------------------------- |
| 2001年9月11日      | 恋人未满              | 改编自天命真女的《Brown Eyes》                                   | 收录于专辑《女生宿舍》                                                                         |
| 2002年1月29日      | Remember              | 改编自Sweetbox的《Super Star》                                   | 收录于专辑《青春株式會社》                                                                     |
| 2002年1月29日      | 给我多一点            | 改编自Linear的 「Don'y You Come Cryin'」跟「Something Going On」 | 收录于专辑《青春株式會社》                                                                     |
| 2002年1月29日      | 记得要忘记            | 改编自Kiroro的《心爱的人》                                       | 收录于专辑《青春株式會社》                                                                     |
| 2002年1月29日      | 围巾                  | 改编自张玉华的《如果能靠在他身边》                               | 收录于专辑《青春株式會社》                                                                     |
| 2002年1月29日      | 催眠术                | 改编自泰国组合OHO(โอโฮ)的《ลืมทำเป็นลืม》                           | 收录于专辑《青春株式會社》                                                                     |
| 2002年1月29日      | I've Never Been To Me | 翻唱自夏琳·邓肯的《I've Never Been to Me》                       | 收录于专辑《青春株式會社》                                                                     |
| 2002年8月5日       | 爱呢                  | 改编自Sweetbox的《That Night》                                   | 收录于专辑《美丽新世界》                                                                       |
| 2002年8月5日       | Watch Me Shine        | 改编自Joanna Pacitti的《Watch Me Shine》                         | 收录于专辑《美丽新世界》                                                                       |
| 2002年8月5日       | 爱情的海洋            | 改编自Sweetbox的《Every Time》                                   | 收录于专辑《美丽新世界》                                                                       |
| 2002年8月5日       | Yes I Love You        | 改编自尹未来/文明真的《一天又一天》                              | 收录于专辑《美丽新世界》                                                                       |
| 2002年8月5日       | Nothing Ever Changes  | 改编自Maria Palm的《Nothing Ever Changes》                       | 收录于专辑《美丽新世界》                                                                       |
| 2002年8月5日       | Woman In Love         | 翻唱自芭芭拉·史翠珊的《Woman In Love》                           | 收录于专辑《美丽新世界》                                                                       |
| 2003年1月23日      | Always on My Mind     | 改编自Sweetbox的《Read My Mind》                                 | 收录于专辑《Together 新歌+精选》                                                               |
| 2003年1月23日      | 白色恋歌              | 改编自No Angels的《Come Back》                                   | 收录于专辑《Together 新歌+精选》                                                               |
| 2003年1月23日      | 天使在唱歌            | 改编自No Angels的《When the Angels Sing》                        | 收录于专辑《Together 新歌+精选》                                                               |
| 2003年8月22日      | 远方                  | 改编自新好男孩的《How Did I Fall In Love With You》              | 收录于专辑《Super Star》                                                                       |
| 2003年8月22日      | 半糖主义              | 改编自美国女子团体I5和瑞典女子团体Play的《灰姑娘》               | 收录于专辑《Super Star》                                                                       |
| 2003年8月22日      | I.O.I.O               | 改编自Bee Gees的《I.O.I.O》                                      | 收录于专辑《Super Star》                                                                       |
| 2004年2月6日       | 波斯猫                | 部分旋律采样自英国民谣《波斯市场》                               | 收录于专辑《奇幻旅程》                                                                         |
| 2004年2月6日       | 十面埋伏              | 部分旋律采样自中国音乐《十面埋伏》                               | 收录于专辑《奇幻旅程》                                                                         |
| 2004年2月6日       | Only Lonely           | 改编自John David Souther的《You're Only Lonely》                 | 收录于专辑《奇幻旅程》                                                                         |
| 2004年2月6日       | 找不到                | 翻唱自林佑威的《找不到》                                         | 收录于专辑《奇幻旅程》                                                                         |
| 2004年11月12日     | 别说对不起            | 改编自Britney Spears的《Everytime》                              | 收录于专辑《ENCORE 安可！！》                                                                  |
| 2004年11月12日     | 对号入座              | 改编自Aneka的《Japanese Boy》                                    | 收录于专辑《ENCORE 安可！！》                                                                  |
| 2005年11月25日     | 不想长大              | 部分旋律撷取自莫扎特的《第40号交响曲》                           | 收录于专辑《不想长大》                                                                         |
| 2005年11月25日     | 神枪手                | 编曲取样自《荒野大镖客》的主题音乐                               | 收录于专辑《不想长大》                                                                         |
| 2005年11月25日     | 星星之火              | 编曲取样自童谣《Twinkle Twinkle Little Star》                    | 收录于专辑《不想长大》                                                                         |
| 2006年7月13日      | 情人                  | 翻唱自Beyond的原曲                                               | 在《移動城堡世界巡回演唱会》香港红磡体育馆演唱 之後收錄於《移動城堡演唱會Live@H.K.紅磡體育館》 |
| 2006年7月21日      | 紫藤花                | 翻唱自Westlife的《Soledad》                                      | 收录于专辑《Forever 新歌+精选》                                                                |
| 2006年7月21日      | Goodbye My Love       | 旋律改编自夜愿的《Walking in the Air》（原曲：《Howard Blake》） | 收录于专辑《Forever 新歌+精选》                                                                |
| 2007年5月11日      | 谢谢你的温柔          | 部分旋律和歌词取自五月天歌曲《温柔》                             | 收录于专辑《Play》                                                                             |
| 2007年5月11日      | 借口                  | 部分旋律和歌词取自周杰伦的歌曲《听妈妈的话》                     | 收录于专辑《Play》                                                                             |
| 2007年5月11日      | 伦敦大桥垮下来        | 部分旋律取自英国传统童谣《London Bridge Is Falling Down》        | 收录于专辑《Play》                                                                             |
| 2008年9月23日      | 我爱烦恼              | 改编自Dobson Fefe的《This is my Life》                           | 收录于专辑《我的电台 FM S.H.E》                                                                |
| 2008年9月23日      | 宇宙小姐              | 改编自Jade Valerie的《Crush》                                    | 收录于专辑《我的电台 FM S.H.E》                                                                |
| 2008年9月23日      | 天亮了                | 改编自Jade Valerie的《Like a Bird》                              | 收录于专辑《我的电台 FM S.H.E》                                                                |
| 2008年9月23日      | 比你贱                | 取样自Michael Jackson的《Billy Jean》                            | 收录于专辑《我的电台 FM S.H.E》                                                                |
| 2008年9月23日      | 女孩當自強            | 拼貼電影《黃飛鴻》主題曲〈男兒當自強〉                           | 收录于专辑《我的电台 FM S.H.E》                                                                |
| 2009年7月31日      | 梦田                  | 翻唱自齐豫与潘越云的合唱曲                                       | 收录于图文书《爱的3温暖》预购时所附赠的单曲                                                    |
| 2010年3月26日      | 如果你是女孩          | 改编自《China Doll》                                             | 收录于专辑《SHERO》                                                                            |
| 2010年3月26日      | 我爱雨夜花            | 取样自传统台语民谣《雨夜花》                                     | 收录于专辑《SHERO》                                                                            |
| 2010年3月26日      | 收留我                | 改编自《You're The Piano》                                       | 收录于专辑《SHERO》                                                                            |
| 2010年3月26日      | 爱就对了              | 翻唱自凯特·芙格丽的《Angel》                                     | 收录于专辑《SHERO》                                                                            |
| 2014年8月9日、10日 | 城里的月光            | 翻唱自许美静的公益曲                                             | 在《2gether_4ever世界巡迴演唱會》台北安可场演唱 之後收錄於《2gether 4ever Encore演唱會影音館》 |

## 外部連結
- （繁體中文）華研國際音樂官方網站（页面存档备份，存于）
- （繁體中文）華研國際音樂的新浪微博
- （繁體中文）S.H.E的Facebook專頁
- （繁體中文）YouTube上的S.H.E頻道
- （繁體中文）YouTube上的華研國際音樂頻道